# لاميون تشوروشي
لاميون تشوروشي (الاسم العلمي: Lamium tschorochense) هو نوع من النباتات يتبع جنس اللاميون من الفصيلة الشفوية.
نسبة إلى مدينة تشوروش (بالإنجليزية:Tschoroch) في جورجيا.